# 安陆市
安陆市是中华人民共和国湖北省下辖的一個县级市，由孝感市代管，为武汉城市圈重要组成部分，位于鄂中腹地，是楚文化发祥地，是历史上鄖國，以及安陆郡、安州、德安府治所所在地。土地面积1355平方公里，人口72万，是全国著名的银杏之乡。安陆城内府河流过，每年5月长江两岸大雨倾泄，府河大坝河水奔腾。市人民政府駐府城街道碧涢路210号。
安陆市可追溯至战国时期楚国所置安陆县，后分置出孝昌县（孝感县）、云梦县等县。“安陆”一名多解释为“安全的陆地”，或解释为“安置陸渾遗民的地方”。

## 历史
春秋时期，楚国灭鄖國，置郧邑。一般推测楚国在战国中期已在郧邑设置安陆县。最早纪录安陆县的文献是楚懷王时的楚简。见于1987年荆门市出土的包山楚簡《疋狱》，记载：“九月壬戍之日，司德秀阳受期，辛巳之日……安陆之下里人屈犬、少邑阳申以廷，陞门又败。”《疋狱》书写的时间推测为前322年前后。后世对“安陆”之名有多种说法，或总结为四种：地理说、楚昭王赐名说、秦滅楚之戰说、移民说，前三者解释“安陆”为“安于陆地”或“安全的陆地”，移民说解释为“安置陸渾遗民的地方”。
楚国安陆县县域范围广大，此时“其地南达长江，北依鄂北‘三关’（冥阨、直辕、大隧）与桐柏山相连，东望大别山区，西接大洪山区”。前278年，秦将白起攻楚，以郢设置南郡。前223年，秦灭楚。原楚国划分为四郡。隶属南郡的安陆县大致管辖今孝感市市域、武汉市长江以北的汉口、汉阳、黄陂、东西湖等地以及天门市、仙桃市的部分。县治一说在今安陆市，一说在今云梦县楚王城遗址。
汉朝时，安陆县县域范围大体与楚、秦安陆县相同。自西汉起，安陆县县域被不断分割。隋代以后，安陆县县域范围沿袭至今。传说唐代诗人李白曾在安陆白兆山桃花洞隐居十年，并娶当地女子许氏为妻，所以安陆被称为李白第二故乡。明代是湖廣安陸州，盛行道教。嘉靖帝作為興國世子出生于此，父母葬于鐘祥，為明顯陵。
宋元明清，安陆县为德安府府治。中华民国初年，全国废府，安陆县属湖北省鄂東道。1913年，属江汉道。1928年，废道，属第五行政督察区。1936年，属第三行政督察区。1938年，侵华日军攻占安陆县县城。国民政府领导的安陆县政府迁至三里店西北围岭的凌氏祠，后迁至龙窝寺。抗日战争期间，中国共产党在此地展开活动。县域北部为中共安北工作委员会管辖，西部为中共安随县工作委员会管辖。1942年以后，中共政权在县域内设立隶属豫鄂边区第二行政区的两个抗日联合县——安应县、京安应县。1945年冬，安陆县政府迁回县城。
自1949年起，安陆县历属孝感专区、武汉市、孝感专区、孝感地区。1987年9月，经中国国务院批准，安陆县撤县设市，自1988年1月起行使市建制职能。

## 人口
2020年11月1日零时，安陆市常住人口为498356人。 与2010年第六次全国人口普查相比，减少70234人，下降12.4%，10年年平均下将1.3%，比2010年下降0.15个百分点。

## 交通
- 境内有 316国道， 福银高速公路通过。
- 汉十城际铁路：安陆西站安陆交通发达，汉丹（渝）铁路、汉十高速公路、京珠高速公路、316国道纵贯南北，安花公路、 安卫铁路横贯东西，并与京广铁路、“107”国道相连接、北往襄樊210公里、南通武汉107公里，东距武汉天河国际机场80公里，位于武汉、 襄樊、十堰汽车走廊的枢纽地段。安陆府河大桥、府河大坝、即将建成的府河二桥连接乡镇东西两大循环。

规划中的汉十城际铁路在这里设有安陆西站。
2018年末，全市公路线路总里程2515公里，其中高速公路2条46公里，国道1条24公里，省道6条221公里，县道13条189公里，乡道27条465公里，村道1600条1570公里（全年新增村道165公里）。全年道路建养总投资6.45亿元。
2018全年新增货车67台474.1吨，更新客车6台141座，更新出租车300台，许可农村线路客运公司4家。年末，全市拥有客运车辆305辆，客位5835个；货物营运车辆845辆，运载吨位3355吨。全年实现客运量175.87万人，客运周转量8793.5万人公里。

## 行政区划
安陆市下辖2个街道办事处、9个镇、4个乡：
府城街道、南城街道、赵棚镇、李店镇、巡店镇、棠棣镇、雷公镇、王义贞镇、烟店镇、孛畈镇、洑水镇、陈店乡、辛榨乡、木梓乡、接官乡和安陆经济开发区。

## 名人
- 許圉師
- 郝處俊
- 宋庠・宋祁